# Falmouth (Kentucky)
Falmouth település az Amerikai Egyesült Államok Kentucky államában. Pendleton megyében, melynek megyeszékhelye is. Lakosainak száma 2216 fő (2020. április 1.).

## Népesség
A település népességének változása:

| 2010 | 2 169 |
| 2020 | 2 216 |